# スタジオイゼナ
有限会社スタジオイゼナは、かつて存在したアニメーション制作を主な事業内容としていた日本の企業。

## 概要
あにまる屋（後のエクラアニマル）で制作担当だった名嘉邦夫が設立した。社名は名嘉の出身地である沖縄県伊是名島に由来。主としてスタジオディーン、XEBEC制作作品のグロス請けを行っている。2008年の『BUS GAMER』より制作面全体への活動を開始した。
原画・動画・仕上げ作業の一部を中国の制作会社「火鳥動画制作有限公司（PHOENIX ANIMATION）」が協力している場合がある。また、多くの作品の場合「スタジオイゼナ」「スタジオ・イゼナ」「イゼナ」とクレジットされていた。
2014年に活動停止し、2017年5月11日に法人格が消滅した。在籍していたスタッフの大半は、制作の高木秀仁が設立したスタジオリングスに移籍した。
関連会社に「有限会社フォーライフ」があり、イゼナの活動停止後にリングスと同居し、『それいけ!アンパンマン』などのグロス請けを引き継いだが、2018年に活動を停止した。

## 主な作品

### 元請作品
- 乙女なでしこ恋手帖 （2012年）

### テレビアニメ
- それいけ!アンパンマン （制作元請：トムス・エンタテインメント、各話制作協力、1988年-2014年）
- スパイラル －推理の絆－ （制作元請：J.C.STAFF、各話制作協力、2002年-2003年）
- Gilgamesh （制作元請：ジャパンヴィステック・グループ・タック、各話制作協力、2003年-2004年）
- tactics （制作元請：スタジオディーン、各話制作協力、2004年-2005年）
- 学園アリス （制作元請：グループ・タック、各話制作協力、2004年-2005年）
- 遙かなる時空の中で-八葉抄- （制作元請：ゆめ太カンパニー、各話制作協力、2004年-2005年）
- うえきの法則 （制作元請：スタジオディーン、各話制作協力、2005年-2006年）
- ひぐらしのなく頃にシリーズ
  - ひぐらしのなく頃に （制作元請：スタジオディーン、各話制作協力、2006年）
  - ひぐらしのなく頃に解 （制作元請：スタジオディーン、各話制作協力、2007年）
- 少年陰陽師 （制作元請：スタジオディーン、各話制作協力、2006年-2007年）
- 史上最強の弟子ケンイチ （制作元請：トムス・エンタテインメント、各話制作協力、2006年）
- デルトラクエスト （制作元請：オー・エル・エム、各話制作協力、2007年）
- はぴはぴクローバー （制作元請：グループ・タック、各話制作協力、2007年）
- CODE-Eシリーズ
  - CODE-E （制作元請：スタジオディーン、各話制作協力、2007年）
  - Mission-E （制作元請：スタジオディーン、各話制作協力、2008年）
- ヴァンパイア騎士シリーズ
  - ヴァンパイア騎士 （制作元請：スタジオディーン、各話協力プロダクション、2008年）
  - ヴァンパイア騎士 Guilty （制作元請：スタジオディーン、各話協力プロダクション、2008年）
- エグザムライ戦国 （制作元請：トムス・エンタテインメント、制作協力、2009年）
- アキカン! （制作元請：ブレインズ・ベース、各話制作協力、2009年）
- 名探偵コナン （制作元請：トムス・エンタテインメント、各話制作協力、2009年）
- 【懺・】さよなら絶望先生 （制作元請：シャフト、各話パート制作協力、2009年）
- 夏のあらし! 〜春夏冬中〜 （制作元請：シャフト、各話制作協力、2009年）
- ひだまりスケッチ×☆☆☆ （制作元請：シャフト、各話制作協力、2010年）
- スティッチ! 〜ずっと最高のトモダチ〜 （制作元請：シンエイ動画、各話制作協力、2010年）
- ポケットモンスター ベストウイッシュ （制作元請：オー・エル・エム、各話制作協力、2010年）
- ジュエルペット サンシャイン （制作元請：スタジオコメット、各話制作協力、2011年）
- Persona4 the ANIMATION （制作元請：AIC ASTA、各話制作協力、2012年）
- ふるさと再生 日本の昔ばなし （制作元請：トマソン、各話制作協力、2012年）
- 這いよれ! ニャル子さんシリーズ
  - 這いよれ! ニャル子さん （制作元請：XEBEC、各話制作協力、2012年）
  - 這いよれ! ニャル子さんW （制作元請：XEBEC、各話制作協力、2013年）
- 輪廻のラグランジェ season2 （制作元請：XEBEC、各話制作協力、2012年）
- To LOVEる -とらぶる- ダークネス （制作元請：XEBEC、各話制作協力、2012年）
- 惡の華 （制作元請：ZEXCS、各話制作協力、2013年）
- ポケットモンスター THE ORIGIN （制作元請：XEBEC、制作協力、2013年）
- フューチャーカード バディファイト （制作元請：オー・エル・エム・XEBEC、各話制作協力、2014年）
- マケン姫っ!通 （制作元請：XEBEC、各話制作協力、2014年）

### OVA
- 最遊記外伝 （制作元請：Anpro、制作協力、2011年）
- 輪廻のラグランジェ 鴨川デイズ （制作元請：XEBEC、制作協力、2012年）
- 十三支演義 〜偃月三国伝〜 外伝 幽州幻夜 （制作元請：teamKG、Anpro、制作協力、2014年）